# Lintgen
Lintgen (in lussemburghese: Lëntgen) è un comune del Lussemburgo centrale. Fa parte del cantone di Mersch, nel distretto di Lussemburgo. Si trova lungo il corso del fiume Alzette.
Nel 2005, la città di Lintgen, capoluogo del comune che si trova nella parte occidentale del suo territorio, aveva una popolazione di 1 686 abitanti. L'altra località che fa capo al comune è Gosseldange.